# Pallavolo Sirio Perugia 2010-2011
Questa voce raccoglie le informazioni riguardanti il Pallavolo Sirio Perugia nelle competizioni ufficiali della stagione 2010-2011.

## Organigramma societario
Area direttiva
- Presidente: Alfonso Orabona

Area tecnica
- Allenatore: Claudio Cesar Cuello (fino al 28 dicembre 2010), Zoran Terzić (dal 29 dicembre 2010)
- Allenatore in seconda: Francesco Tardioli
- Addetto statistiche: Michele Patoia

Area sanitaria
- Medico: Daniele Checcarelli
- Fisioterapista: Federico Folli (fino al 27 gennaio 2011), Marco Pittoli (dal 28 gennaio 2011)
- Preparatore atletico: Michele Patoia
- Osteopata: Mauro Proietti

## Rosa
| N° | Nome               | Ruolo | Data di nascita   | Nazionalità sportiva |
| -- | ------------------ | ----- | ----------------- | -------------------- |
| 1  | Ol'ga Fateeva      | O     | 4 maggio 1984     | Russia               |
| 2  | Annamaria Quaranta | S     | 19 ottobre 1981   | Italia               |
| 4  | Manuela Leggeri    | C     | 9 maggio 1976     | Italia               |
| 5  | Adelina Fartade    | L     | 28 agosto 1993    | Italia               |
| 6  | Ivana Luković      | O     | 18 luglio 1992    | Serbia               |
| 7  | Olesja Rychljuk    | O     | 11 dicembre 1987  | Ucraina              |
| 8  | Beatrice Sacco     | L     | 7 giugno 1983     | Italia               |
| 9  | Chiara Arcangeli   | L     | 14 febbraio 1983  | Italia               |
| 10 | Ekaterina Krivec   | C     | 14 novembre 1984  | Russia               |
| 10 | Simona Rinieri     | S     | 1º settembre 1977 | Italia               |
| 11 | Sanja Popović      | O     | 31 maggio 1984    | Croazia              |
| 11 | Elena Tomassi      | S     | 24 gennaio 1991   | Italia               |
| 12 | Veronica Angeloni  | S     | 6 luglio 1986     | Italia               |
| 13 | Kseniya Ihnatsiuk  | C     | 18 agosto 1989    | Italia               |
| 14 | Cinzia Callegaro   | P     | 2 luglio 1975     | Italia               |
| 17 | Giulia Rondon      | P     | 16 ottobre 1987   | Italia               |
| 17 | Lucía Paraja       | C     | 10 febbraio 1983  | Spagna               |